# Långradden
Långradden med Svartkobban är en ö i Finland. Den ligger i Bottenhavet och i kommunen Närpes i den ekonomiska regionen  Sydösterbotten i landskapet Österbotten, i den västra delen av landet. Ön ligger omkring 91 kilometer söder om Vasa och omkring 310 kilometer nordväst om Helsingfors.
Öns area är 11,3 hektar och dess största längd är 1,1 kilometer i nord-sydlig riktning.

## Delöar och uddar
- Långradden 62°17′23″N 21°16′54″Ö / 62.2896°N 21.28171°Ö
- Svartkobban 62°17′03″N 21°16′41″Ö / 62.2843°N 21.27796°Ö